# Maat (ägyptische Mythologie)
Maat war das altägyptische Konzept für Gerechtigkeit, Weltordnung, Wahrheit, Staatsführung und Recht. Es wurde durch eine altägyptische Göttin verkörpert, die seit dem Alten Reich belegt ist. Sie galt als Tochter des Re und trat unter anderem in ihrer Erscheinungsform der Tefnut als Auge des Re auf.

## Etymologie
Maat steht als Wort für ein Prinzip. Eine angemessene Übertragung des Begriffes ins Deutsche ist nicht möglich, da einzelne Wörter wie Gerechtigkeit (koptisch me, mei), Wahrheit oder Weltordnung jeweils nur einen Teilaspekt wiedergeben.
Der Begriff Maat entstand zeitgleich mit der Entwicklung des ägyptischen Staatssystems. Er tritt zum ersten Mal in Personennamen der Thinitenzeit wie etwa Nimaathapi auf, seit der 5. Dynastie ist er auch außerhalb von Namen belegt.
Die Bezeichnung „Maat“ stellt die konventionelle Schreibung in der Ägyptologie dar, wobei die altägyptischen Konsonanten ꜣ und ꜥ, der ägyptologischen Behelfsaussprache des Transkriptionsalphabets folgend, als aa wiedergegeben werden. Die ursprüngliche Vokalisation wurde über die verschiedenen Namen der Könige (Pharaonen) in keilschriftlicher Überlieferung als Muꜣꜥat erschlossen; beispielsweise für Amenophis III. durch ni-ib-mu-a-ri/e-a für den Thronnamen „Neb-maat-Re“.
Das Verb mꜣꜥ bezieht sich einerseits auf die Bedeutung von „lenken“, „richten“ sowie „Dingen eine Richtung geben“ und andererseits auf „darbringen“ sowie „opfern“. Aus diesen Bedeutungen ergeben sich Übersetzungen, die mit der Thematik des „Richtungssinns“ in Verbindung stehen, wobei darunter die „richtige Richtung unter Einschluss der Wahrheit“ zu verstehen sein dürfte.

## Maat als Göttin

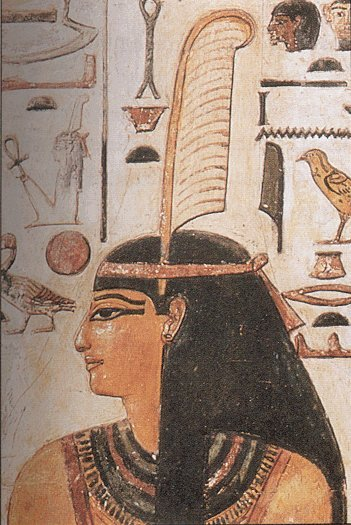
Maat trägt die Feder der Wahrheit

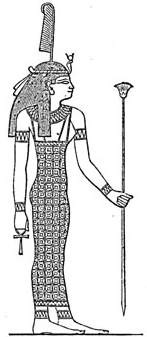
Maat - Meyers Konversations-
lexikon, 1890

Maat wurde in späterer Zeit personifiziert als eine Göttin der ägyptischen Mythologie. Dargestellt als Frau mit einer Straußenfeder auf dem Kopf und dem Anch in der Hand, symbolisiert sie die moralische Weltordnung. Maat taucht zuerst als untergeordneter Begriff beziehungsweise Gottheit in den Legenden um Re auf und trat erst später als eigenständige Gottheit hervor. Das ist möglicherweise ein Grund, warum sie nicht in der göttlichen Neunheit vertreten ist.
Oft taucht auch der Begriff der Maa.tj auf, „die beiden Maat“. Zuordnungsversuche wie beispielsweise einer für die innere und eine für die äußere Ordnung konnten sich in der Forschung nicht durchsetzen. Auch der Ursprung dieser Verdoppelung ist nicht geklärt.
Der Maat wurde in späterer Zeit eine Schwester namens Isfet als Gegenpol zugeordnet, die für das Chaos steht. Obwohl Isfet gefürchtet wird, weil sie Leid und Verwüstung mit sich bringt, wird ihre eigentliche Existenz jedoch nicht in Frage gestellt, da beide Aspekte, das Positive und das Negative, vorhanden sein müssen, damit ein Gleichgewicht bestehen kann.

### Dualität
In der ägyptischen Kultur spielte die  Zweiheit (Dualität) eine bedeutende Rolle und sie setzt die Existenz zweier entgegengesetzter Kräfte voraus. Das Gegenstück zu Ma'at war Isfet. Ma'at sollte für Ordnung sorgen, während Isfet für Chaos sorgte. Auf dieser Grundlage wurde das Konzept der Dualität entwickelt. Im vorliegenden Kontext manifestierten sich zwei konträre Kräfte, die gleichzeitig existierten. Die Ägypter glaubten, dass die Welt ohne diese Dualität nicht im Gleichgewicht sein konnte; deshalb glaubten sie sowohl an Isfet als auch an Ma'at. Das Prinzip der Gegensätzlichkeit zwischen Isfet und Maat wird beispielsweise in einer populären Erzählung aus dem Mittleren Reich, den „Klagen des Oasenmannes“, eindrucksvoll beschrieben:

„Wer die Lüge vernichtet, fördert die Maat,

wer das Gute fördert, macht das Böse zunichte,

wie Sattheit den Hunger vertreibt,

Kleidung den Nackten bedeckt,

wie der Himmel heiter ist nach heftigem Sturm.“

### Entwicklung der Gottesvorstellung

#### Maat in Beziehung zu anderen Göttern
Maat als Begleiterin des Re
Sie begleitet ihn auf der Fahrt in der Sonnenbarke (Pyramidentexte).
Maat wurde in späterer Zeit zur Tochter des Re
Als Ordnung von Beginn an kommt die Gott gegebene Maat vom Schöpfergott Re. Die Personifizierung dessen, Maat als Göttin, ist dementsprechend zuerst in einem untergeordneten Verwandtschaftsverhältnis zu ihm aufgekommen. Die Maat als Göttin wird auch als ein Aspekt des Seelischen, der den physischen Tod des Menschen überdauert (Ka), des Re bezeichnet. Durch ihre Funktion als Lebenskraft-Spenderin für Re wird sie in späterer Zeit teilweise in rituellen Texten auch als „Mutter des Re“ angesprochen.
Maat in Gleichsetzung mit Uräus und Sonnenauge
„... sie ist vereint mit deinem Haupt“ (meint den Uräus), „Dein rechtes Auge ist Maat, dein linkes Auge ist Maat“.
Maat als Gemahlin des Thot
Durch die Ehe mit Thot, dem Wesir des Sonnengottes Re, soll die Verbindung zwischen Thot und Maat symbolisiert werden. Thot wurde zu späterer Zeit für die Ausführung der Beschlüsse des Sonnengottes zuständig, die sich auf Maat beziehen und auf ihr gründen.
Maat als Nachfolgerin des Thot
in der ersten Götterdynastie, überliefert durch den Königspapyrus Turin.

#### Kultische Zusammenhänge
Rechtspflege
„Polizeiliche“ Vernehmungen fanden in Kultstätten der Maat statt; auch Untersuchungsgefangene wurden in ihnen verwahrt. Hohe Richter trugen Pektorale (Brustkreuze) mit dem Bild der Göttin; dies sollte sie eventuell als Priester der Maat kennzeichnen. Bestimmte Ämter besaßen eigene Insignien. So trug etwa der Wesir unter seinem Gewand versteckt eine Halskette mit einem kleinen Bild der Maat.
Jenseitsgöttin
Durch die Bedeutung der Maat im Totengericht wird sie in späterer Zeit eine Art Totengöttin. Ungefähr im Mittleren Reich erhält sie den Beinamen „Herrin des Westens“, gelegentlich auch „Herrin des Nordwindes“. Nekropolen, z. B. die Thebanische, wurden als „(Wohn-)Sitz der Maat“ bezeichnet.
Verschmelzung mit anderen Göttinnen
Die Heiligtümer der Maat waren meistens an größere Heiligtümer anderer Göttinnen, z. B. Hathor oder Isis, angeschlossen. In der Spätzeit kam es zur Verschmelzung.

## Maat als Weltordnung

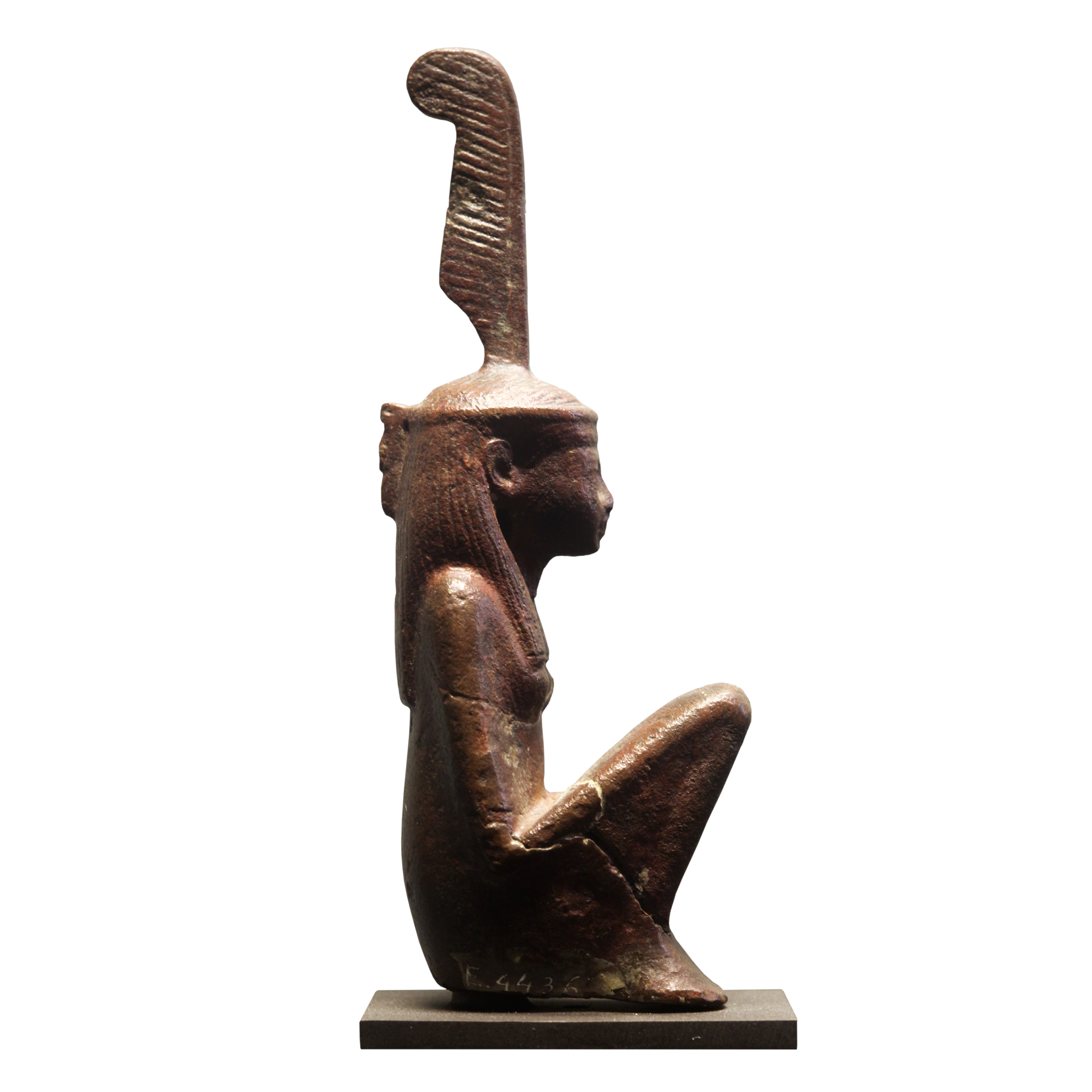
Statue der Maat, geschmückt mit der Straußenfeder der Wahrheit

Maat bezeichnet ebenfalls das Prinzip der kosmologischen Ordnung. Nur dank der Maat geht die Sonne auf und nur dank ihr ist Leben möglich. Maat bezeichnet in diesem Sinne nicht nur das angestrebte Ideal der Welt, sondern in gewisser Weise ihren Ist-Zustand. Die Basis des Maat-Prinzips bildete die Vorstellung, dass die göttliche Gemeinschaft als Abbild der irdischen Weltordnung in der kosmologischen Ebene existiert. Der König erhielt daher den göttlichen Auftrag, jene kosmologische Ordnung auf der Erde durch das Königtum zu verwirklichen:

„Re hat den König eingesetzt auf der Erde der Lebenden für immer und ewig beim Rechtsprechen der Menschen, beim Befriedigen der Götter, beim Entstehenlassen der Maat, beìm Vernichten der Isfet. Er (der König) gibt Gottesopfer den Göttern und Totenopfer des Verklärten. Der Name des Königs ist im Himmel wie (der des) Re.“

Die Maat ist jedoch nicht nur ein unveränderlicher Zustand. Durch das menschliche Verhalten können die Waagschalen aus dem Gleichgewicht geraten und Isfet, also Chaos und Vernichtung, kommen über die Erde. Aus diesem Grunde ist es vor allem am wichtigsten, die Maat aufrechtzuerhalten. Die Maat ist kein niedergeschriebener Kodex mit Geboten und Verboten, sondern vielmehr ein Gedankenkonzept. Die Gesetze der Maat haben sich mit der Zeit sicherlich verändert, sind jedoch nur indirekt erhalten. Aus Grabinschriften, die Inhalte des ägyptischen Totenbuches enthalten, wird das Verständnis hinsichtlich des Maat-Prinzips aus Sicht der dem König Untergebenen deutlich:

„Ich tat dir die Maat, als ich auf Erden war, weil ich mir bewußt war, daß du von ihr lebst. Ich bin der eine Vortreffliche, der seinem Gotte wohlgefällig ist, ich bin mir bewußt, daß er die Herzen richtet und daß er von der Maat lebt. Ich tat die Maat für den Herrn der beiden Länder des Nachts wie am Tage, denn ich war mir bewußt, daß er von ihr lebt;“

Die Weltordnung der Maat hatte vom Alten Reich bis zum Ende der Zweiten Zwischenzeit als festes Handlungsschema ihre Blütezeit. Mit Beginn des Neuen Reiches und der Einführung des Totenbuches begannen erste Veränderungen der klassischen Sichtweise. Die sich im weiteren Verlauf herausbildenden persönlichen Frömmigkeiten widersprachen vom Grundsatz dem eigentlichen Maat-Prinzip, das statt der individuellen Bedürfnisse auf dem Gleichheitsprinzip aufbaute.

## Das Erhalten der Maat

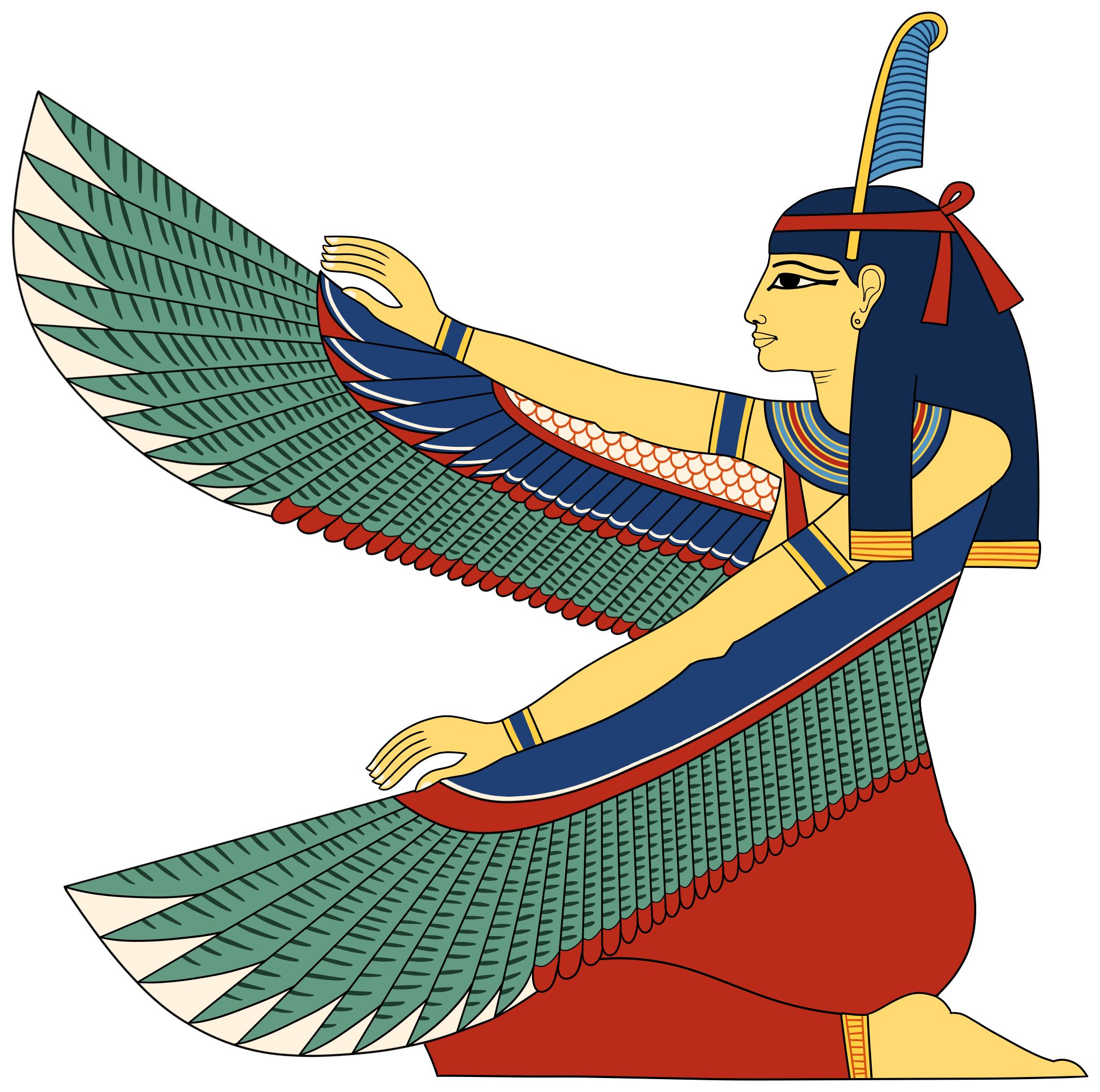
Die geflügelte Maat, dargestellt im Grab der Nefertari (1255 v. Chr.)

Die Maat musste durch ein kompliziertes Geflecht gepflegt werden: Zum einen hatte der König (Pharao) die Aufgabe, durch geheime Rituale und sein Verhalten die Weltordnung aufrechtzuerhalten, zum anderen musste sich auch jeder Ägypter, egal welchen Standes, den Regeln der Maat unterwerfen. Ansonsten brachte er Chaos und Vernichtung, wenn schon nicht über das ganze Land, so doch zumindest über sein eigenes Schicksal.
Diese Verhaltensweisen sind zwar religiös motiviert, doch greifen sie in sämtliche Lebensbereiche ein. Das macht es allerdings schwierig, sie genau zuzuordnen. So bieten beispielsweise die Weisheitslehren, wie die Lehre des Ptahhotep oder des Chnumhotep einen Anhaltspunkt, aber auch Grabtexte, wie das negative Sündenbekenntnis, geben Aufschluss.

## Maat im Totengericht

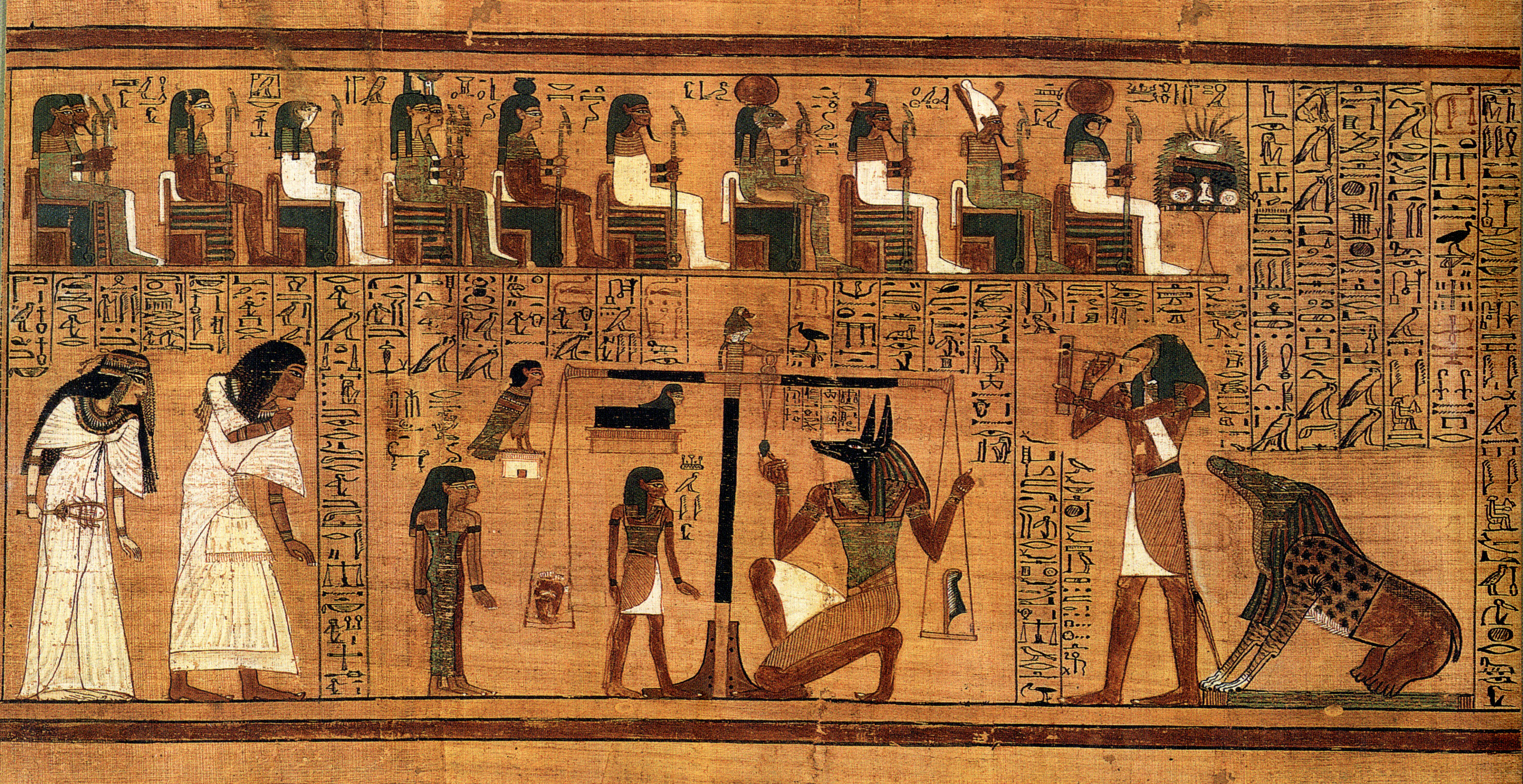
Totengericht: Feder der Maat auf der rechten Waagschale

Der unterirdische Gerichtssaal des Totengerichts, dessen Darstellung sich in den Papyrusrollen so häufig findet, heißt nach ihr Maa.tj („Halle der beiden Wahrheiten“, d. h. der Wahrheit oder Gerechtigkeit, die selig macht, und derjenigen, die verdammt).
Die Feder der Maat hat besonders für einen Toten große Bedeutung, der sich vor dem Gericht der Götter (dem Osiris vorsteht) für sein Leben rechtfertigen muss. Bei diesem Totengericht wird das Herz des Verstorbenen gegen die Feder der Maat gewogen, welche Wahrheit und Ordnung symbolisiert. Nur ein Mensch, der vollständig das negative Schuldbekenntnis bestand, konnte in die erleuchteten Orte der Duat übertreten. Die Bezeichnungen für Verstorbene, „Gerechtfertigter“ oder „wahr an Stimme“ (Maa-cheru), zeugen von der Wichtigkeit der Maat.